# Editor d'imatges de mapa de bits

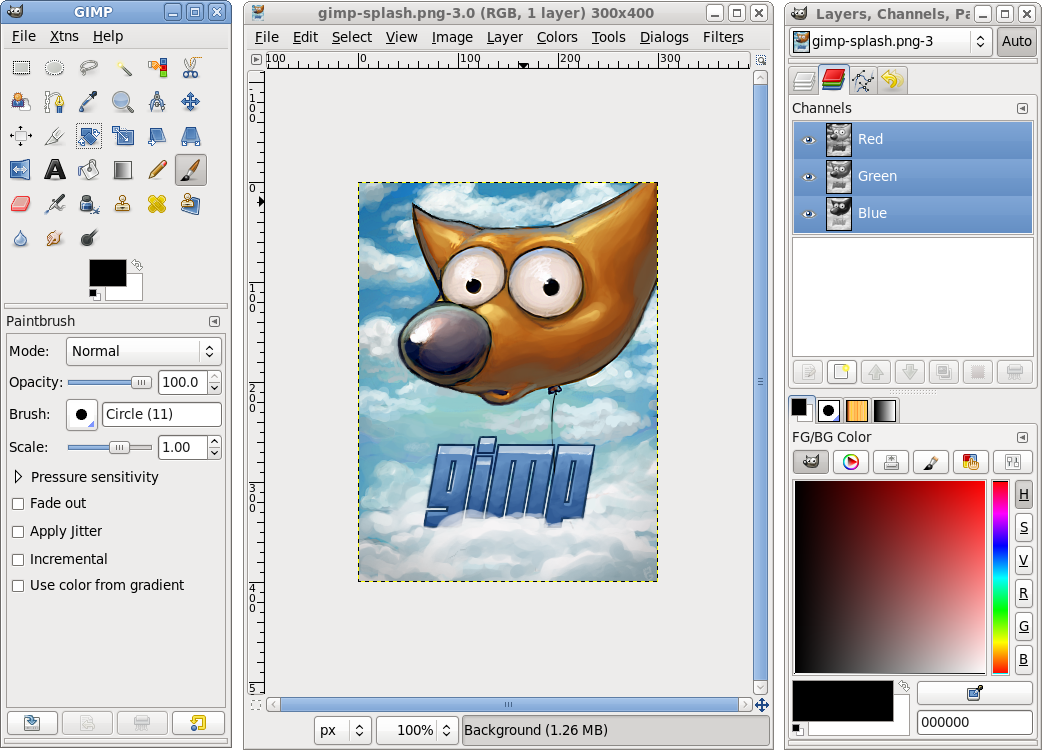
GIMP, un editor de gràfics ràster de propòsit general ric en funcions

Un editor d'imatges de mapa de bits és una aplicació que permet a l'usuari crear i editar imatges de mapa de bits i guardar-les a l'ordinador amb un format d'arxiu gràfic, com és ara: JPG, PNG, GIF o TIFF.
Per veure les imatges editades amb l'editor d'imatges de mapa de bits, generalment és preferible utilitzar un visor d'imatges en lloc de l'editor d'imatges de mapa de bits.
Alguns editors estan dissenyats específicament per l'edició d'imatges fotorrealistes(imatges creades per ordinador que tracten d'imitar les imatges fetes per càmeres de fotografia mitjançant càlculs i logaritmes matemàtics) com és ara l'Adobe Photoshop, mentre que d'altres més orientades a les il·lustracions artístiques.

## Característiques comunes
Les característiques comunes en tots els editors d'imatges de mapa de bits són les següents:
- Seleccionar una regió per editar.

- Dibuixar línies amb pinzells de diferent color, mida, forma i pressió

- Omplir en una regió amb un sol color, gradient de colors, o una textura.

- Seleccionar un color usant diferents models de color (per exemple RGB, HSV), o mitjançant l'ús d'un comptagotes de color.

- Editar i convertir entre diferents models de color.

- Afegir les lletres escrites en diferents estils de font.

- Eliminar ratlles, brutícia, arrugues i imperfeccions de les imatges fotogràfiques.

- Editar compostos mitjançant l'ús de capes.

- Aplicar filtres per a efectes com la nitidesa i borrositat.

- Converteix entre diversos formats d'imatge.[1]

## Els tres programes més utilitzats

### Adobe Photoshop
És el nom o marca comercial oficial que rep un dels programes més populars de la casa Adobe Systems, juntament amb els seus programes germans Adobe Illustrator i Adobe Flash, i que es tracta essencialment d'una aplicació informàtica en forma de taller de pintura i fotografia que treballa sobre un "llenç" i que està destinat per a l'edició, retoc fotogràfic i pintura a força d'imatges de mapa de bits. És un programa de programari privatiu.
Adobe Photoshop La seva capacitat de retoc i modificació de fotografies ha fet que sigui considerat l'editor imatges més famós del món i s'utilitza sobretot pels experts. Està disponible per a Windows i Mac OS. Adobe Photoshop té un munt de característiques i capacitats úniques. A més, l'aprenentatge de Photoshop no és una tasca difícil, ja que hi ha milers de tutorials disponibles en línia per ajudar a aprendre a utilitar-lo.
Photoshop està disponible en molts idiomes i hi ha molts plugins per Photoshop per augmentar la seva funcionalitat.

### Gimp
Gimp és un programa d'edició d'imatges digitals en forma de mapa de bits, tant dibuixos com fotografies. És un programa lliure i gratuït. És un programa de GNU(en anglès llicència pública general).
És el programa de manipulació de gràfics disponible en més sistemes operatius (Unix, GNU / Linux, FreeBSD, Solaris, Microsoft Windows i Mac OS X, entre d'altres).
La interfície de GIMP està disponible en diversos idiomes, entre ells: espanyol, alemany, anglès, català, gallec, euskera, francès, italià, rus, suec, noruec, coreà i neerlandès.
A més de la imatge detallada de retoc i dibuix de forma lliure, GIMP pot dur a terme tasques d'edició d'imatge essencial com el canvi de mida, editar i retallar fotografies, fotomuntatges combinació de diverses imatges, i la conversió entre diferents formats d'imatge. GIMP també es pot utilitzar per crear imatges animades bàsiques en el format GIF.
Es tracta d'un programari de codi obert i també compta amb una àmplia base d'usuaris i un munt de fòrums que ofereixen ajuda als nous usuaris.

### Corel Photo Paint
És un programa informàtic d'edició d'imatges de mapa de bits, que ve inclòs en la suite d'aplicacions coneguda com a CorelDRAW Graphics Suite de la corporació Corel.
Les característiques destacables d'aquest programa estan en l'equilibri entre rapidesa i versatilitat en comparació a altres opcions. La seva interfície és altament personalitzable i el seu rendiment i productivitat són uns dels més alts del mercat, juntament amb els seus equivalents Photoshop i Paint Shop Pro, també de la casa Corel. És un programa de programari privatiu.
Des de la seva edició número 13, Corel Photo-Paint, no és compatible amb Macintosh. Només funciona amb Microsoft Windows

## Altres editors

### XnView
L'XnView és un visor gratuït que pot mostrar aproximadament 400 tipus d'arxius. Pot convertir imatges a diversos formats. És molt àgil, indica si una foto té EXIF i té una gran quantitat d'eines complementàries. Però els efectes no són gaire bons i algunes paraules no estan traduïdes al català. És compatible amb sistemes Windows, Linux, PocketPC i Smartphone.

### Picnick
Picnick és un programa que permet retallar, rotar i canviar la grandària de les fotografies. Té una quantitat enorme d'efectes especials. És una aplicació gratuïta en línia per editar imatges que permet retallar les fotos, posar-los efectes, afegir-los un text... No és necessari registrar-se per poder treballar amb Picnick. Pots cercar una imatge guardada al teu ordinador, pujar-la a picnick, començar a retocar-la i una vegada retocada la pots guardar al teu ordinador. A part de retocar fotos pots crear collages i presentacions de fotos. És compatible amb sistemes Apple Macintosh, Windows i Linux.

### CinePaint
CinePaint és un editor d'imatges de mapa de bits usat principalment per al retoc de pel·lícules. És un programa amb llicència GNU GPL (en anglès, llicència pública general). Es basa en la versió 1.0.4 de GIMP. Té les opcions de: aerògrafs, degradats, línies, difuminats, enquadres, retalls, text, enfosquir, clonar... A diferència d'altres programes semblants, el CinePaint està preparat per treballar amb formats d'alta qualitat, com Kodak Cineon, SMPTE DPX i ILM-NVIDIA OpenEXR. És compatible amb Linux, Apple Macintosh i Windows.

### Adobe Fireworks
Adobe Fireworks és un editor gràfic enfocat al disseny web. És la competència del Photoshop. Igual que Photoshop, és un programari privatiu.
Com que un element important del disseny són les fotos, Adobe Fireworks compta amb un bona selecció d'eines de retoc i filtres. Els efectes d'Adobe Fireworks no són tan avançats com els d'altres programes, però són més que suficients per obtenir-ne uns bons resultats.

### Picasa
Picasa és un organitzador i editor de fotografies de programari gratuït. El seu visualitzador d'imatges és ràpid i l'organitzador, que també és editor, ofereix unes funcions molt interessants. Amb aquesta aplicació, també es poden fer collages i vídeos a partir de fotografies i retocs automàtics de color i brillantor. Picasa serveix per a aficionats i experts. L'inconvenient de Picasa és que es triga molt a guardar els canvis de les fotografies.

### Tux Paint
Tux Paint no és un programari d'edició de gràfics típic (com GIMP o Photoshop), ja que està dissenyat per ser utilitzable per nens. La interfície, els efectes de so i la mascota de dibuixos animats (Tux, el pingüí de Linux) estan fets per atreure als nens més joves. És un programa amb llicència GNU GPL (en anglès llicència pública general).

### RAWTherapee
RAWTherapee implica el concepte de l'edició no destructiva, similar a la d'un programari de conversió RAW altre. Els ajustos realitzats per un usuari no s'apliquen immediatament a la imatge, però els paràmetres es guarden en un arxiu de configuració per separat (però, l'usuari pot veure tots els efectes dels ajustos en la finestra de vista prèvia). Es varen realitzar ajustaments reals a la imatge durant el procés d'exportació.
Tot el processament intern es realitza en un motor d'alta precisió 32 bits de coma flotant. És un programa de GNU(en anglès llicència pública general).

### PothoScape
El concepte bàsic de PhotoScape és "fàcil i divertit", de manera que permet als usuaris editar fàcilment les fotografies preses des de les seves càmeres digitals o fins i tot telèfons mòbils. El PhotoScape ofereix uns serveis senzills; fa possible dur a terme les millores habituals de les fotografies(color, tall, canvi de mida, impressió...)

### Krita

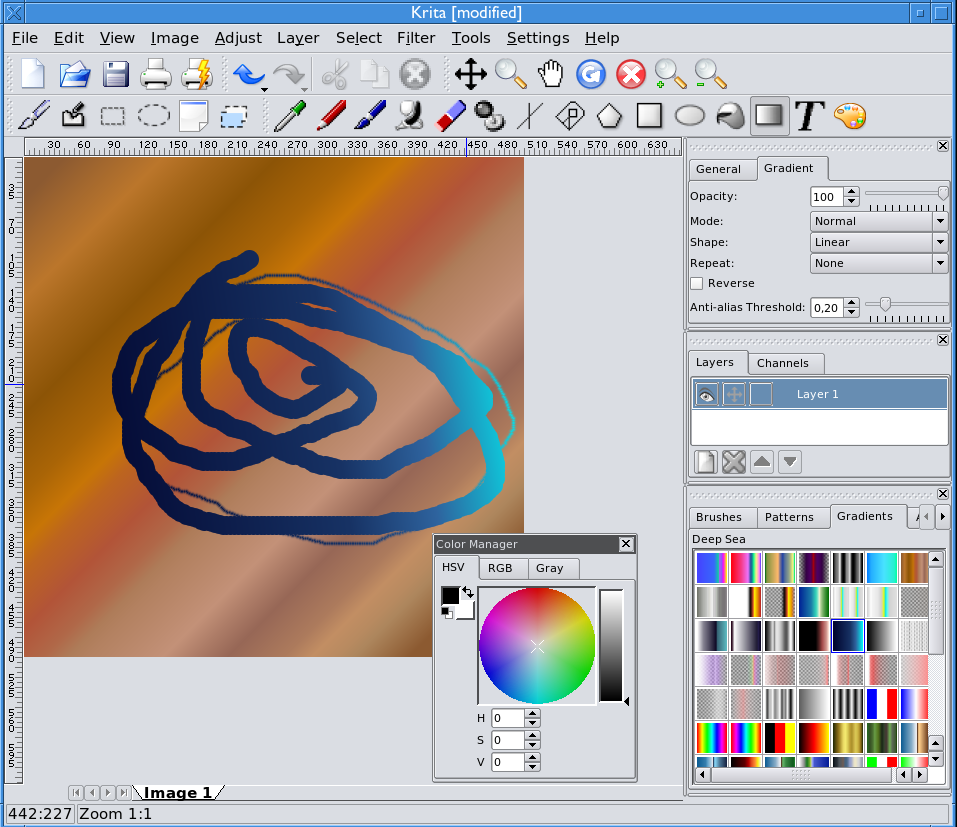
Captura de pantalla del Krita

Krita, no només és un editor de mapes de bits, també treballa la il·lustració vectorial i permet fer imatges des de zero. És un programa de llicència lliure GNU GPL (en anglès, llicència pública general). El disseny de Krita fa èmfasi en la creació d'imatges des de zero en detriment de la manipulació d'imatges existents. Tot i permetre manipular imatges, Krita se centra a oferir característiques orientades al dibuix digital en contraposició de les funcions d'edició fotogràfica.

### Paint Shop Pro
La seva funcionalitat és fàcil d'aprendre i la seva base d'usuaris és gran a causa del fet que molts escàners de rang mitjà venen amb PSP (Paint Shop Pro) com la seva eina d'adquisició i editor d'imatges. Molta de la popularitat de PSP pot ser atribuïda al fet que té un preu molt més accessible que la majoria dels editors d'imatges professionals, com Adobe Photoshop. També utilitza la mateixa arquitectura de plugin que Photoshop, permetent un alt grau d'expansió. Únicament és compatible amb el sistema operatiu Microsoft Windows.

### Microsoft Paint
És un programa senzill de dibuix gràfic desenvolupat per Microsoft l'any 1982. És un programa de programari privatiu. Paint permet a l'usuari fer dibuixos fàcilment. Amb el Microsoft Paint també es poden visualitzar i/o editar fotografies digitalitzades. Aquest programa va ser el primer que permetia dibuixar des de l'ordinador, i per això s'ha convertit en una de les aplicacions més usades dels inicis de Windows.

### KolourPaint
El KolourPaint és un editor de gràfics molt semblant al Microsoft Paint, però de llicència lliure, per a l'entorn d'escriptori KDE, tot i que es pot utilitzar també en altres entorns i també a altres sistemes operatius.